# Sounders de Seattle (1974-1983)
Pour les articles homonymes, voir Sounders de Seattle.
Maillots
Les Sounders de Seattle (en anglais : Seattle Sounders) étaient une franchise américaine de soccer basé à Seattle qui a été active de 1974 à 1983. Ils participent à dix saisons de NASL entre 1974 et 1983.

## Historique

### Repères historiques
- 1974 : fondation du club sous le nom des Sounders de Seattle
- 1983 : le club est dissout

### Histoire
La North American Soccer League est intéressée à établir des franchises sur la côte ouest. L'entité des Sounders de Seattle est fondée le 11 décembre 1973 par Walter Daggatt,. L'identité des Sounders est dévoilée le 21 janvier 1974 lorsque le nom est présenté, étant préféré à : Cascades, Evergreens, Mariners, Schooners et Sockeyes,. L'américain John Best (en) est choisi comme premier entraîneur du club.
Les Sounders font leur entrée en North American Soccer League en 1974. Lors de leur première rencontre officielle, les Sounders affrontent les Aztecs de Los Angeles le 5 mai 1974 et s'inclinent sur le score de 2-1 où l'Anglais John Rowlands (en) inscrit le premier but de l'histoire du club. Une semaine plus tard, pour une première rencontre à domicile au Memorial Stadium, Seattle dispose des Dynamos de Denver (en) devant 12 132 spectateurs dans une soirée qui marque le début du soccer professionnel à Seattle,. Les Sounders terminent troisièmes de leur conférence et ne se qualifient pas pour les séries éliminatoires. La saison suivante, ils terminent deuxièmes de leur conférence et sont éliminés en quart de finale des séries par les Timbers de Portland. En 1976, les Sounders déménagent au Kingdome,.
Il faut alors attendre la saison 1977 sous les ordres de Jimmy Gabriel pour les voir participer à leur première finale du Soccer Bowl (en),. Les Sounders s'inclinent en finale des séries éliminatoires contre le Cosmos de New York (défaite 2-1),. Jimmy McAlister (en) est élu meilleure recrue de la saison. En 1979, Vince et Frank Coluccio rachètent la franchise,,.
L'entraîneur Jimmy Gabriel est remplacé par un autre britannique, Alan Hinton (en), après une saison décevante avec un bilan de treize victoires pour dix-sept défaites en 1979. Sous les ordres de Hinton, les Sounders enregistrent la meilleure saison régulière de l'histoire de la NASL, avec un bilan de vingt-cinq victoires pour seulement sept défaites. Ils sont éliminés en demi-finale de conférence par les Aztecs de Los Angeles. Alan Hinton est élu meilleur entraîneur et Roger Davies est élu meilleur joueur de la saison avec vingt-cinq buts, onze passes décisives et soixante-et-un points,,.
Lors de la saison 1982 sous les ordres d'Alan Hinton (en), les Sounders participent à leur deuxième finale du Soccer Bowl et s'inclinent de nouveau en finale des séries éliminatoires contre le Cosmos de New York (défaite 1-0),. Peter Ward est élu meilleur joueur de la saison après avoir marqué dix-huit buts, douze passes décisives et quarante-huit points,,.
Le 11 janvier 1983, Bruce Anderson et Jerry Horn acquièrent la franchise (75%) et les frères Coluccio deviennent actionnaires minoritaires. Les Sounders sont alors détenus à 37,5% par Bruce Anderson, à 37,5% par Jerry Horn et à 25% par les frères Coluccio. Lors d'une conférence de presse, Bruce Anderson annonce que Hinton est licencié, souhaitant plutôt un style de jeu différent et plus « américain ». Il affirme ensuite que Hinton n'avait pas fait assez pour « américaniser » la franchise. Anderson ajoute qu'il limitera le recrutement de joueurs étrangers. Il change également le logo et les maillots. Puis, le directeur général du club, John Best (en) démissionne le 23 février, et le 14 mars, Laurie Calloway (en) est choisi comme nouvel entraîneur du club.
Les Sounders voient chuter le nombre de supporteurs venant les voir évoluer au Kingdome. Le 24 juin, Jerry Horn vend ses parts aux frères Coluccio et détient la franchise à 62,5%. Lors d'une conférence de presse, un des frères Coluccio déclare aux journalistes qu'il supprime le slogan d'Anderson, « red, white, black and blue » et remet le logo original de l'équipe. Puis, Anderson demande aux Coluccios de le racheter, ces derniers ayant maintenant perdu plus de neuf millions de dollars annoncent qu'ils veulent également vendre la franchise.
La franchise joue sa dernière rencontre le 3 septembre pour une défaite de 2-1 face aux Earthquakes de Golden Bay. Les Sounders sont dissous le 6 septembre 1983,.

### Reprise du nom (1994)
La franchise de Seattle qui évolue Major League Soccer se nomme les Sounders de Seattle, rendant hommage aux Sounders qui ont joué en North American Soccer League,. La franchise est fondée en 1994 et évolue d'abord en A-League puis en USL First Division. Ensuite, les Sounders intègrent la Major League Soccer pour la saison 2009 et remportent deux fois la Coupe de la Major League Soccer en 2016 et 2019.

## Palmarès et résultats

### Palmarès
| Compétitions nationales | Compétitions internationales |
| - NASL - Finaliste du Soccer Bowl (en) : 1977 (en) et 1982 (en) | - Coupe trans-atlantique (en) (1) - Vainqueur : 1981 - Coupe Europac (1) - Vainqueur : 1982 - Finaliste : 1983 |
| Récompenses individuelles | |
| - Meilleur entraîneur de la NASL (1) - Alan Hinton (en) en 1980 - Meilleur joueur de la NASL (2) - Roger Davies en 1980 - Peter Ward en 1982 - Meilleur recrue de la NASL (1) - Jimmy McAlister (en) en 1977 - Meilleur nord-américain de la NASL (2) - Jack Brand (en) en 1980 - Mark Peterson (en) en 1982 - Meilleur gardien de la NASL (3) - Barry Watling (en) en 1974 - Tony Chursky (en) en 1977 - Jack Brand en 1980 | - Équipe-type n°1 de la NASL (10) - Barry Watling en 1974 - John Rowlands (en) en 1974 - Arfon Griffiths en 1975 - Mike England en 1975, 1976, 1977, 1978 - Roger Davies en 1980 - Bruce Rioch en 1980 - Peter Ward en 1982 - Équipe-type n°2 de la NASL (11) - Jimmy Gabriel en 1974 - Hank Liotart (en) en 1974 - Jack Brand en 1980 - John Ryan (en) en 1980 - Alan Hudson en 1980, 1981 - Kevin Bond (en) en 1981 - Steve Daley (en) en 1982, 1983 - Ray Evans (en) en 1982, 1983 - Équipe-type de la NASL indoor (1) - Alan Hudson en 1982 |

### Bilan par saison

#### NASL (1974-1983)
| Saison | Ligue | Saison régulière | Saison régulière | Saison régulière | Saison régulière | Saison régulière | Saison régulière | Saison régulière | Position | Séries éliminatoires      | Affluence |
| Saison | Ligue | M                | V                | N                | D                | BP               | BC               | Pts              | Position | Séries éliminatoires      | Affluence |
| ------ | ----- | ---------------- | ---------------- | ---------------- | ---------------- | ---------------- | ---------------- | ---------------- | -------- | ------------------------- | --------- |
| 1974   | NASL  | 20               | 10               | 3                | 7                | 37               | 17               | 101              | 3e/4     | Non qualifié              | 13 434    |
| 1975   | NASL  | 22               | 15               | -                | 7                | 42               | 28               | 129              | 2e/5     | Demi-finale de conférence | 16 818    |
| 1976   | NASL  | 24               | 14               | -                | 10               | 40               | 31               | 123              | 2e/5     | Demi-finale de conférence | 23 828    |
| 1977   | NASL  | 26               | 14               | -                | 12               | 43               | 34               | 123              | 3e/5     | Finale                    | 24 226    |
| 1978   | NASL  | 30               | 15               | -                | 15               | 50               | 45               | 138              | 3e/4     | Premier tour              | 22 578    |
| 1979   | NASL  | 30               | 13               | -                | 17               | 58               | 52               | 125              | 3e/4     | Non qualifié              | 18 998    |
| 1980   | NASL  | 32               | 25               | -                | 7                | 74               | 31               | 207              | 1er/4    | Demi-finale de Conférence | 24 246    |
| 1981   | NASL  | 32               | 15               | -                | 17               | 60               | 62               | 137              | 4e/5     | Premier tour              | 18 224    |
| 1982   | NASL  | 32               | 18               | -                | 14               | 72               | 48               | 166              | 1er/6    | Finale                    | 12 539    |
| 1983   | NASL  | 30               | 12               | -                | 18               | 62               | 61               | 119              | 3e/4     | Non qualifié              | 8 181     |

#### Soccer indoor (1975-1982)
| Saison    | Ligue       | Saison régulière | Saison régulière | Saison régulière | Saison régulière | Saison régulière | Position | Séries éliminatoires | Affluence |
| Saison    | Ligue       | M                | V                | D                | BP               | BC               | Position | Séries éliminatoires | Affluence |
| --------- | ----------- | ---------------- | ---------------- | ---------------- | ---------------- | ---------------- | -------- | -------------------- | --------- |
| 1975      | NASL indoor | 2                | 0                | 2                | 8                | 23               | 4e/4     | Non qualifié         | N/A       |
| 1980-1981 | NASL indoor | 18               | 9                | 9                | 106              | 95               | 4e/4     | Non qualifié         | 6 751     |
| 1981-1982 | NASL Indoor | 18               | 9                | 9                | 95               | 97               | 3e/3     | Premier tour         | 6 137     |

## Stades

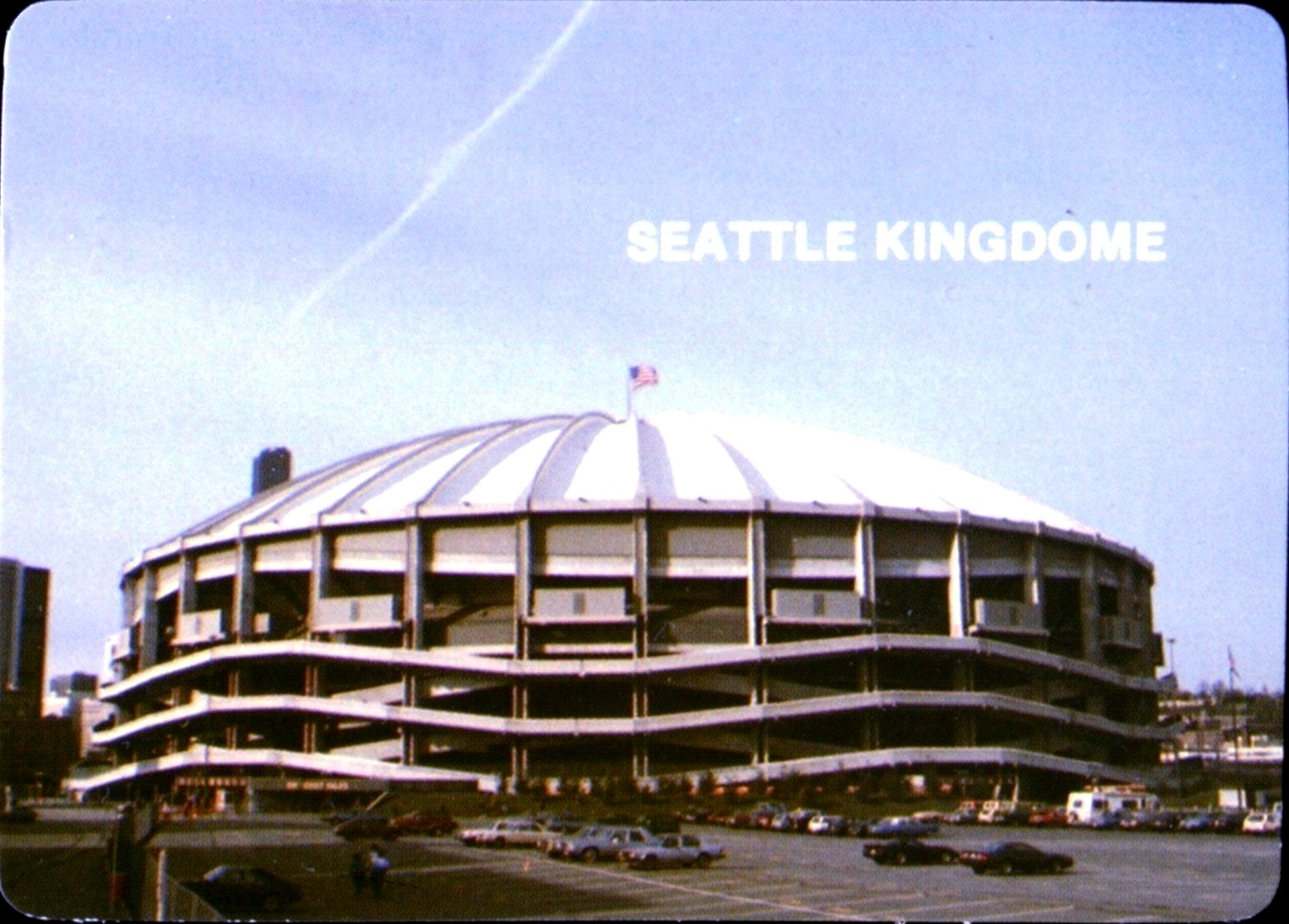
L'équipe joue ses saisons au Kingdome entre 1976 et 1983.

Le premier stade à accueillir les Sounders est le Memorial Stadium, stade de l'équipe de football américain des Écoles publiques de Seattle (en). Il a une capacité de 13 000 places, puis de 17 000 la saison suivante. L'affluence moyenne sur la première saison régulière est de 13 434 spectateurs, soit la deuxième meilleure affluence de la saison 1974 en NASL. La saison suivante, la fréquentation continue à augmenter de manière significative jusqu'à 16 818 spectateurs en moyenne. Seattle termine pour la deuxième fois avec la deuxième meilleure influence de la saison 1975 en NASL.
Après la saison 1975, la franchise s’installe au Kingdome, d'une capacité de 60 000 places, qui vient d'être construit. La rencontre inaugurale du nouveau stade se déroule le 9 avril 1976, les Sounders affrontent le Cosmos de New York, à l'occasion d'un match amical. Le match se joue devant 58 218 spectateurs, avec victoire 3 buts à 1 du Cosmos dont un doublé de Pelé,,.
Le record d'affluence lors d'une rencontre de NASL au Kingdome est de 56 256 spectateurs pour la réception des Aztecs de Los Angeles le 25 août 1977,,. La moyenne de 24 246 atteinte en 1980 sera le record du club. Les moyennes de spectateurs diminuent chaque saison jusqu'en 1983.
Lors de leurs saisons de soccer intérieur (1975, 1980-1982), les Sounders évoluent également au Kingdome.

## Couleurs et blason
|  | Domicile · 1974-1977, |  | Domicile · 1978-1979, | Domicile · 1980-1982, |  | Domicile · 1983, |  | Extérieur · 1974-1976, |  | Extérieur · 1978-1979, |  | Extérieur · 1980-1982, |  | Extérieur · 1983, |

1974-1982[43], 1983[24]
1983[43]

## Personnalités du club

### Propriétaires
Le tableau suivant présente la liste des propriétaires de la franchise entre 1978 et 1984.
| Rang | Nom                                                     | Période   |
| ---- | ------------------------------------------------------- | --------- |
| 1    | Walt Daggatt                                            | 1974-1979 |
| 2    | Vince & Frank Coluccio                                  | 1979-1982 |
| 3    | Bruce Anderson (en), Jerry Horn, Vince & Frank Coluccio | 1983      |
| 4    | Vince & Frank Coluccio                                  | 1983      |

### Historique des entraîneurs
Le tableau suivant présente la liste des entraîneurs de la franchise entre 1978 et 1984.
| Rang | Nom            | Période   |
| ---- | -------------- | --------- |
| 1    | John Best (en) | 1974-1976 |
| 2    | Jimmy Gabriel  | 1977-1979 |

| Rang | Nom                  | Période   |
| ---- | -------------------- | --------- |
| 3    | Alan Hinton (en)     | 1980-1982 |
| 4    | Laurie Calloway (en) | 1983      |

### Joueurs emblématiques
Quelques joueurs célèbres et importants pour les Sounders, classés par ordre d'arrivée au club :
- Jimmy Gabriel (1974-1979)
- Barry Watling (en) (1974-1975)
- John Rowlands (en) (1974-1975)
- David Butler (en) (1974-1978, 1983)
- Paul Crossley (en) (1975, 1977-1980)
- Arfon Griffiths (1975)
- Mike England (1975-1979)
- Tony Chursky (en) (1976-1978)
- Gordon Wallace (en) (1976, 1978)
- Harry Redknapp (1976-1979)
- Geoffrey Hurst (1976)
- Jimmy McAlister (en) (1976-1979)
- Jocky Scott (en) (1977-1978)
- Micky Cave (en) (1977-1980)
- Alan Hudson (1979-1983)
- Roger Davies (1980-1982)
- Mark Peterson (en) (1980-1983)
- Bruce Rioch (1980-1981)
- Jack Brand (en) (1980-1982)
- Steve Daley (en) (1981-1983)
- Peter Ward (1982-1983)
- Ray Evans (en) (1982-1983)

## Rivalités
Depuis leur création, les Sounders ont toujours entretenu deux rivalités très fortes au niveau régional. La première est contre les Timbers de Portland au sud tandis que la seconde est face aux Whitecaps de Vancouver au nord. Cette rivalité entre ces trois franchises historiques remonte aux rencontres de la saison 1974 en NASL et se poursuivent encore de nos jours.